# Hamburg-Nienstedten
Nienstedten ist ein Stadtteil Hamburgs im Bezirk Altona und gehört zu den Elbvororten. Der Name rührt von Nygenstede her und bedeutet Neue Stätte.

## Geografie

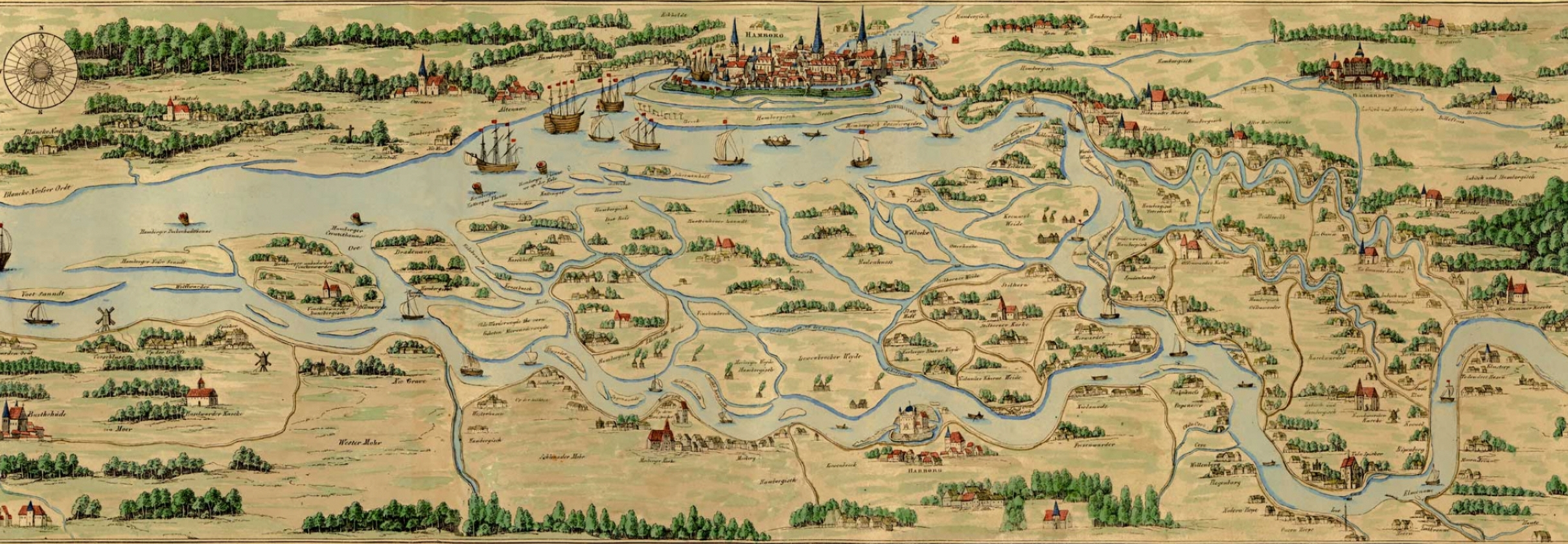
Ausschnitt aus der Elbkarte von Melchior Lorichs aus dem Jahr 1568, Nachzeichnung von Eugen W. Schuback 1843

### Geografische Lage
Nienstedten liegt auf dem Höhenzug des Geestrückens nördlich der Elbe, westlich des Flottbektales. Der Ort ist schon auf der Elbkarte von Melchior Lorichs aus dem Jahre 1568 eingezeichnet. Die Kleine Flottbek durchfließt das Gebiet im Osten.

### Benachbarte Stadtteile
Der Stadtteil grenzt im Westen an Blankenese (hier gehört ein Teil des ehemaligen Dockenhuden zu Nienstedten), im Norden an Osdorf, im Osten an Othmarschen und im Süden, im Bereich der Elbe, an Finkenwerder. Nienstedten umfasst den westlichen Teil der Gemarkung Klein Flottbek.

## Geschichte

Bahnhofstraße 1901
(heute: Kanzleistraße)

Das Dorf gehörte um 800 zu Stormarn. 1297 wurde es erstmals urkundlich erwähnt. Die Kirchgründung im 13. Jahrhundert sorgte dafür, dass Nienstedten zu den ältesten Kirchspielen Holsteins gehörte. Die Verwaltung Nienstedtens lag ab 1350 mit der Residenz der Schauenburger Grafen in Pinneberg. Zu diesem Zeitpunkt war der Ort ein Katendorf, in dem Gewerbetreibende, Handwerker, Kleinbauern und Elbfischer lebten. 1735 waren es 16 Handwerker und drei Gastwirtschaften. 1751 entstand nach mehreren Vorgängerbauten die Nienstedtener Kirche. An ihrer Stelle verbreiterte die Elbe sich ständig, indem sie die Kirche, Häuser und Höfe mit sich riss. Um 1800 stieg die Einwohnerzahl des Ortes auf etwa 150. 1801 und 1803 besetzten dänische Truppen das Dorf, um 1808 von französischen und spanischen Besatzern abgelöst zu werden, die ihrerseits 1813/1814 von den Kosaken vertrieben wurden. Ab 1846 lag Nienstedten an der Pferde-Omnibus-Linie Altona-Blankenese. Im Rahmen des Deutsch-Dänischen Krieges von 1864 kam es zu Preußen. 1881 entstand die Schule am Schulkamp, nachdem der erste Schulbetrieb in Nienstedten bereits vor 400 Jahren im Zuge der Reformation eingerichtet worden war. Der erste und bislang einzige Industriebetrieb, die Elbschloss-Brauerei, entstand 1883. 1899 erfolgte der Anschluss Nienstedtens an das Eisenbahnnetz, das den Ort nunmehr mit Blankenese und Altona verband. 1914 hatte der Ort bereits 2672 Einwohner, fünfmal so viele wie noch 60 Jahre zuvor. Die Zeit der Zugehörigkeit zu Pinneberg fand 1927 ihr Ende, als der Ort durch das Groß-Altona-Gesetz zur Stadt Altona kam. Durch das Groß-Hamburg-Gesetz fiel es 1937/1938 gemeinsam mit Altona und anderen Stadtteilen an Hamburg. Den Zweiten Weltkrieg überstand Nienstedten nahezu ohne Zerstörungen.

### Einwohnerentwicklung
| 1987  | 1988  | 1989  | 1990  | 1991  | 1992  | 1993  | 1994  | 1995  | 1996  | 1997  | 1998  | 1999  |
| 6.471 | 6.457 | 6.508 | 6.539 | 6.568 | 6.524 | 6.422 | 6.319 | 6.290 | 6.316 | 6.311 | 6.268 | 6.304 |

| 2000  | 2001  | 2002  | 2003  | 2004  | 2005  | 2006  | 2007  | 2008  | 2014  | 2015  | 2020 | 2022 |
| 6.312 | 6.368 | 6.434 | 6.502 | 6.534 | 6.707 | 6.783 | 6.918 | 6.829 | 7.250 | 7.228 | 7114 | 7055 |

### Statistik
(Quelle: )
- Anteil der unter 18-Jährigen: 18,6 % [Hamburger Durchschnitt: 16,8 % (2023)]
- Anteil der über 64-Jährigen: 26,3 % [Hamburger Durchschnitt: 17,8 % (2023)]
- Ausländeranteil: 11,1 % [Hamburger Durchschnitt: 20,7 % (2023)]
- Arbeitslosenquote: 2,4 % [Hamburger Durchschnitt: 6,2 % (2023)]

Nienstedten ist einer der reichsten Stadtteile Hamburgs. Das durchschnittliche Einkommen beträgt hier 167.671 Euro jährlich (2020) und ist somit mehr als dreimal so hoch wie der Hamburger Gesamtdurchschnitt (48.035 Euro).

## Politik
Für die Wahl zur Bürgerschaft und der Bezirksversammlung gehört Nienstedten zum Wahlkreis Blankenese. Im bürgerlich geprägten Stadtteil wurde die SPD 2011 erstmals stärkste Partei. Bei Bezirksversammlungswahlen gehört der Stadtteil zum Wahlkreis Osdorf / Nienstedten / Iserbrook. Bei Bundestagswahlen zählt Nienstedten zum Bundestagswahlkreis Hamburg-Altona.

### Wahlergebnisse
Seit 1966 gab es bei Bürgerschaftswahlen folgende Wahlergebnisse:
|                             | CDU    | SPD    | Grüne 1 | FDP    | Linke 2 | AfD    | Übrige    |
| Bürgerschaftswahl 2025      | 38,7 % | 25,6 % | 16,8 %  | 07,0 % | 04,2 %  | 03,7 % | 04,0 %    |
| Bürgerschaftswahl 2020      | 17,6 % | 34,3 % | 24,2 %  | 13,2 % | 03,7 %  | 03,0 % | 03,9 %    |
| Bürgerschaftswahl 2015      | 20,0 % | 36,1 % | 12,0 %  | 22,9 % | 02,2 %  | 04,6 % | 02,2 %    |
| Bürgerschaftswahl 2011      | 31,8 % | 34,7 % | 10,4 %  | 17,3 % | 02,0 %  | –      | 03,8 %    |
| Bürgerschaftswahl 2008      | 62,6 % | 17,0 % | 10,0 %  | 08,1 % | 01,6 %  | –      | 00,7 %    |
| Bürgerschaftswahl 2004      | 64,8 % | 16,6 % | 11,4 %  | 04,5 % | –       | –      | 02,7 %    |
| Bürgerschaftswahl 2001      | 37,0 % | 22,4 % | 09,0 %  | 15,0 % | 00,2 %  | –      | 16,4 % 3) |
| Bürgerschaftswahl 1997      | 46,0 % | 20,4 % | 12,8 %  | 08,3 % | 00,4 %  | –      | 12,1 % 4) |
| Bürgerschaftswahl 1993      | 39,9 % | 21,7 % | 12,8 %  | 09,4 % | –       | –      | 16,2 % 5) |
| Bürgerschaftswahl 1991      | 54,6 % | 23,3 % | 07,8 %  | 12,3 % | 00,1 %  | –      | 01,9 %    |
| Bürgerschaftswahl 1987      | 55,8 % | 24,9 % | 06,0 %  | 12,5 % | –       | –      | 00,8 %    |
| Bürgerschaftswahl 1986      | 59,6 % | 20,6 % | 08,3 %  | 11,1 % | –       | –      | 00,4 %    |
| Bürgerschaftswahl Dez. 1982 | 61,5 % | 26,2 % | 06,3 %  | 05,9 % | –       | –      | 00,1 %    |
| Bürgerschaftswahl Juni 1982 | 63,9 % | 21,9 % | 06,8 %  | 06,4 % | –       | –      | 01,0 %    |
| Bürgerschaftswahl 1978      | 60,2 % | 26,7 % | 03,9 %  | 06,8 % | –       | –      | 02,4 %    |
| Bürgerschaftswahl 1974      | 62,4 % | 22,0 % | –       | 12,6 % | –       | –      | 03,0 %    |
| Bürgerschaftswahl 1970      | 50,9 % | 32,5 % | –       | 12,3 % | –       | –      | 04,3 %    |
| Bürgerschaftswahl 1966      | 45,8 % | 37,0 % | –       | 12,2 % | –       | –      | 05,0 %    |

## Kultur und Sehenswürdigkeiten

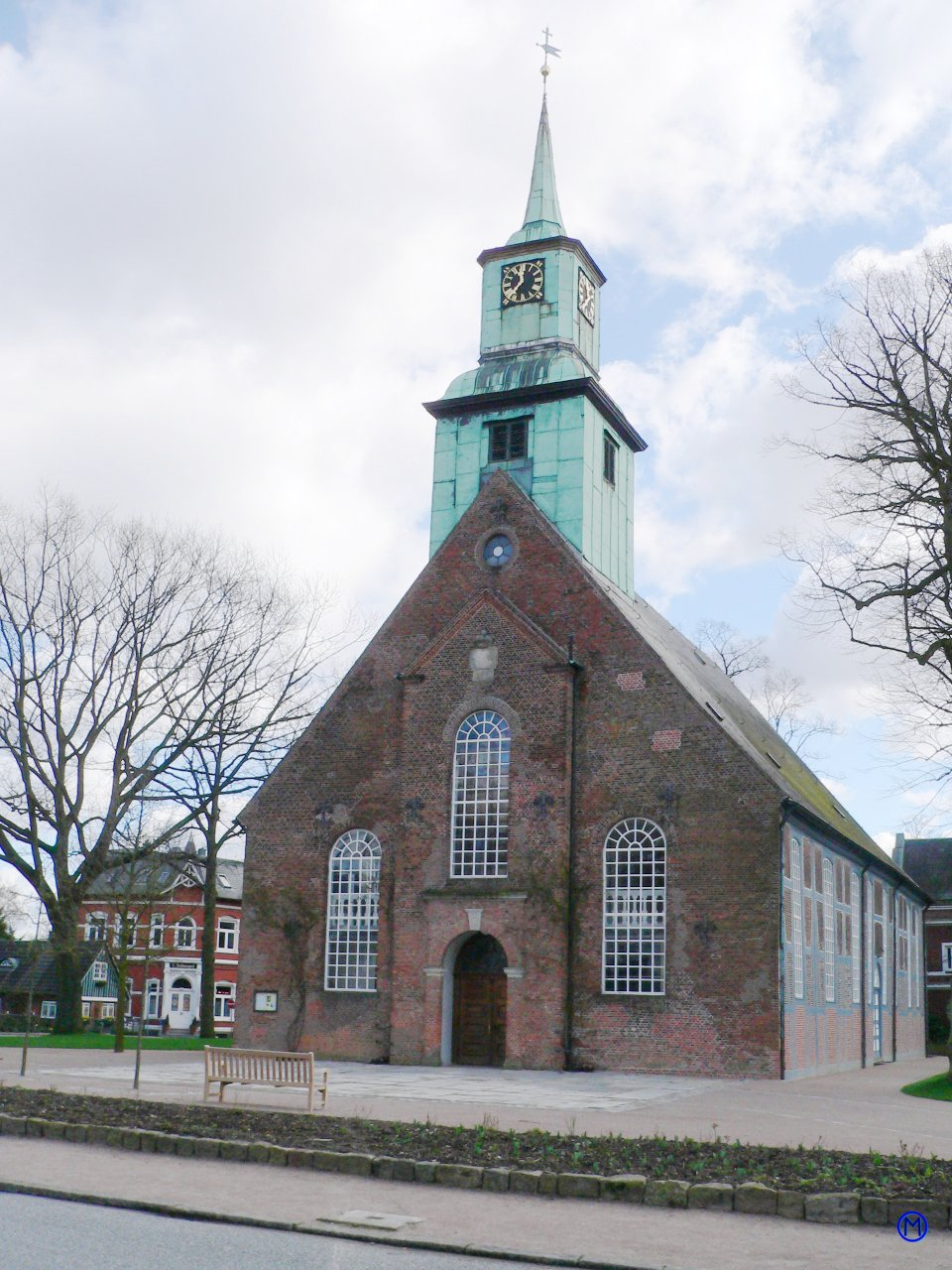
Kirche Nienstedten

### Kirche und Friedhof
Auf dem Nienstedtener Friedhof stehen Grabmale alter Holsteiner und Hamburger Geschlechter.
Der Standort der Nienstedtener Kirche ist einer der ältesten im Hamburger Raum. Das heutige Fachwerkgebäude ist für Trauungen sehr beliebt und die Nienstedtener Kantorei veranstaltet hier viele Konzerte. Den Altar ziert das Ölgemälde Das letzte Abendmahl von Heinrich Stuhlmann, das 1843 angefertigt wurde. Als Vorlage für das Gemälde diente Leonardo da Vincis Wandgemälde Das Abendmahl. Dank einer privaten Schenkung im Anschluss an die umfangreiche Renovierung beherbergt sie seit dem 15. September 2012 ein Bilderpaar der Reformatoren Martin Luther und Philipp Melanchthon von Lucas Cranach dem Jüngeren aus dem Jahre 1562.

### Landhaus Baur
An der Elbchaussee auf dem Gelände der ehemaligen Elbschloss-Brauerei wurde 1804 bis 1806 vom Architekten Christian Frederik Hansen ein Landhaus für den Hamburger Kaufmann Johann Heinrich Baur errichtet. Seit 2000 ist das sogenannte Elbschlösschen der Sitz der Hermann Reemtsma Stiftung.

### Landhaus J. C. Godeffroy
Im Hirschpark befindet sich das von Christian Frederik Hansen 1789 bis 1792 für den Hamburger Kaufmann und Reeder Johan Cesar Godeffroy erbaute Landhaus J. C. Godeffroy, das heute von einer Ballettschule genutzt wird.

### Örtliche Aktivitäten
Zweimal im Jahr findet der Nienstedtener Jahrmarkt (Vergnügungsmarkt/Kirmes) statt. Auf dem Marktplatz findet freitags ein Öko-Markt statt. Die Geschäftsleute und Vereine richten jährlich einen Weihnachtsmarkt, den Nienstedtener Adventsbummel aus. Die Freiwillige Feuerwehr Nienstedten öffnet immer im September ihre Tore für das Publikum, und in unregelmäßigen Abständen veranstalten die Bürgervereine im Sommer eine Kunst- und Kulturmeile.

### Parks

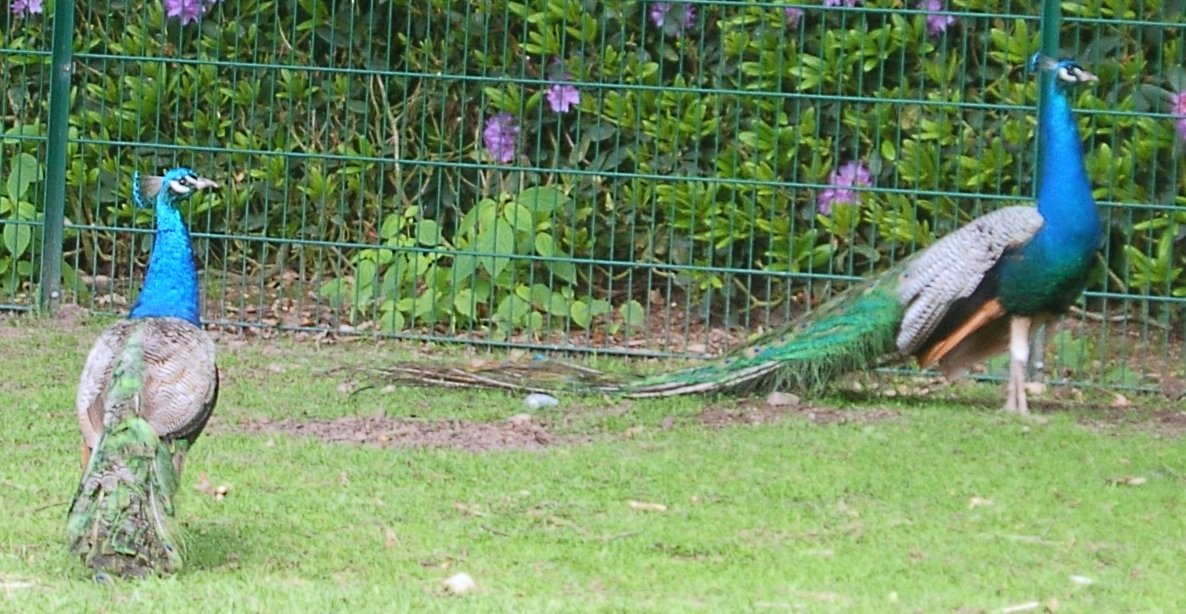
Pfaue im Hirschpark

Größere Grünflächen sind neben dem Nienstedtener Friedhof der Hirschpark an der Elbe, der Westerpark in Klein Flottbek sowie der Wesselhoeftpark.

### Sport
In Klein Flottbek findet das jährliche Deutsche Spring- und Dressurderby mit dem berühmten Hindernis Pulvermanns Grab statt. Klassische Sportvereine mit langjähriger Tradition sind der Nienstedtener Turnverein, der Sportclub Nienstedten (Fußball) und der TTC Grün-Weiß-Rot Nienstedten von 1949 (Tischtennis, seit 1994 in Spielgemeinschaft mit dem TuS Osdorf).

### Feuerwehr
Bekannt wurde das Gebäude der Freiwilligen Feuerwehr Nienstedten, an dem seit 2002 eine lebensgroße Kuhfigur in Feuerwehruniform wie zum Einsatz eine Stange herunterrutscht.
Beim Anfang März 2024 eröffneten neuen Feuerwehrhaus ist sie nicht mehr vorhanden.

## Wirtschaft und Infrastruktur

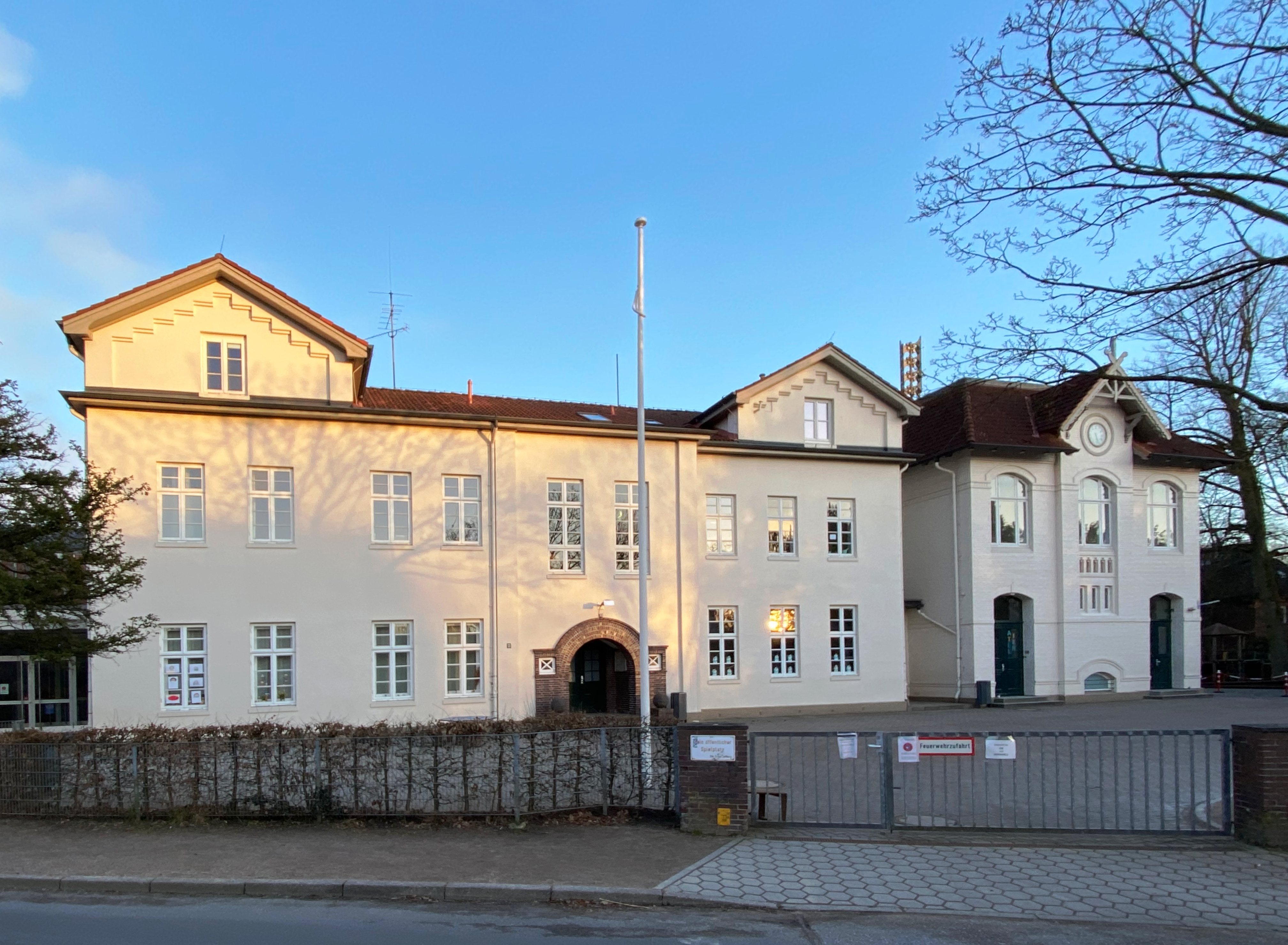
Schule Schulkamp

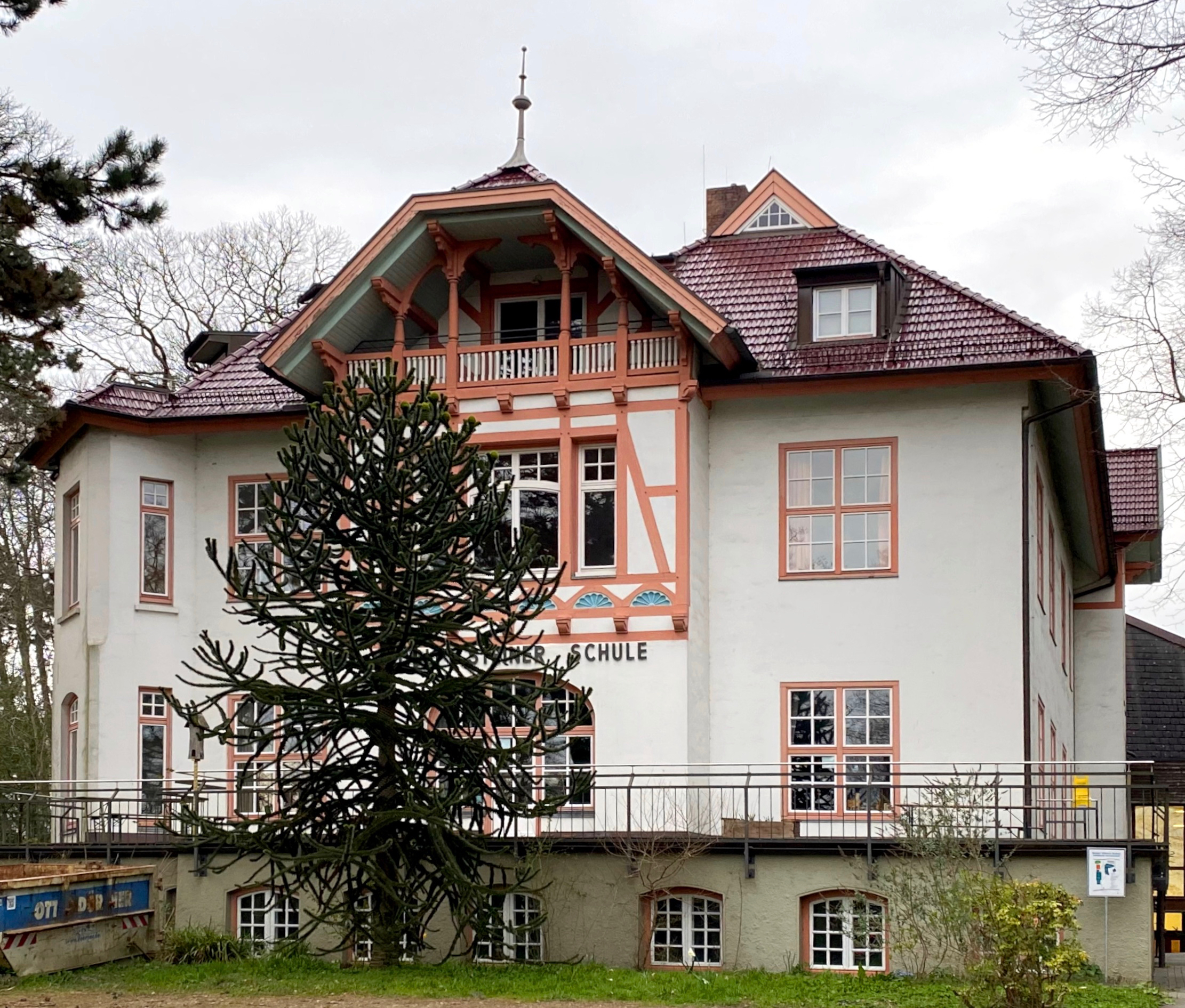
Rudolf Steiner Schule Hamburg-Nienstedten

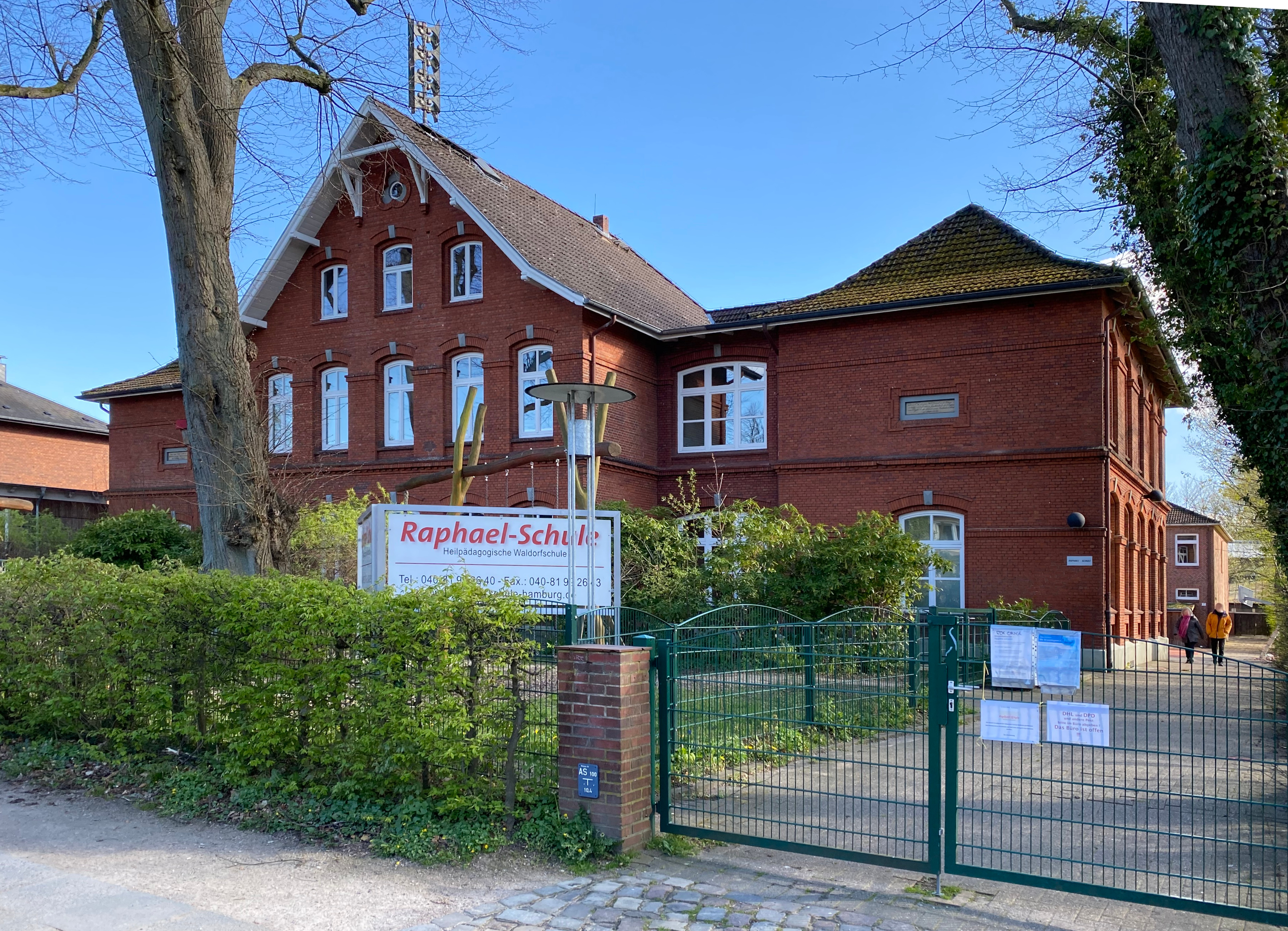
Raphael-Schule

### Verkehr
Die nördliche Grenze Nienstedtens bildet die S-Bahn-Strecke Altona–Blankenese (Linie S1) mit dem Bahnhof Klein Flottbek und dem Haltepunkt Hochkamp. Über Nienstedten beginnt die südwestliche Einflugschneise des Flughafens Hamburg-Fuhlsbüttel. Entlang der Elbe im Süden ziehen sich die Elbchaussee – eine schmale Hauptverkehrsstraße und großbürgerliche Wohnstraße – und der Elbuferweg. Von der Schiffsanlegestelle Teufelsbrück aus verkehrt die Fähre zum Airbus Flugzeugwerk und nach Finkenwerder.

### Öffentliche Einrichtungen
Nienstedten ist Sitz des Internationalen Seegerichtshofes, einer UNO-Einrichtung. Hier entscheiden Richter verschiedener Länder über Streitpunkte, die die Nutzung der Weltmeere und alle damit zusammenhängenden Angelegenheiten betreffen. Das Gebäude liegt nördlich der Elbchaussee an der Straße Am Internationalen Seegerichtshof.
Das Gelände des Seegerichtshofes ist exterritoriales Gebiet.
Eine weitere bedeutende Institution in Nienstedten ist die Führungsakademie der Bundeswehr (FüAkBw) aus dem Jahre 1958 mit dem im Jahr 2000 errichteten Manfred-Wörner-Zentrum (MWZ) in der Clausewitz-Kaserne.

### Bildung
Nienstedten verfügt 2013 über sechs Kindergärten und eine Grundschule, die 1881 errichtete Schule Schulkamp.
Die 1952 gegründete Rudolf Steiner Schule an der Elbchaussee ist eine Privatschule der Waldorfpädagogik.
Die Raphael-Schule ist eine 1994 gegründete heilpädagogische Waldorfschule, sie befindet sich in dem von Caspar Voght am Quellental errichteten Schulhaus.

## Persönlichkeiten

### Söhne und Töchter Nienstedtens
- Eduard Marxsen (1806–1887), Komponist
- Charles Louis Napoléon d’Albert (1809–1886), französischer Ballettkomponist und Ballettmeister
- John Cornelius Booth (1836–1908), Gärtner und Baumschulenbesitzer
- Rudolph Jürgens (1850–1930), Gartenbauingenieur, Landschaftsgärtner und Kaufmann
- Karl Neumann (1878–1935), Schriftsteller
- Hein Bollow (1920–2020), Jockey und Trainer
- Henriette Kuhrt (1977 – ) Autorin[10]

### Mit Nienstedten verbunden
In Nienstedten lebten und leben:

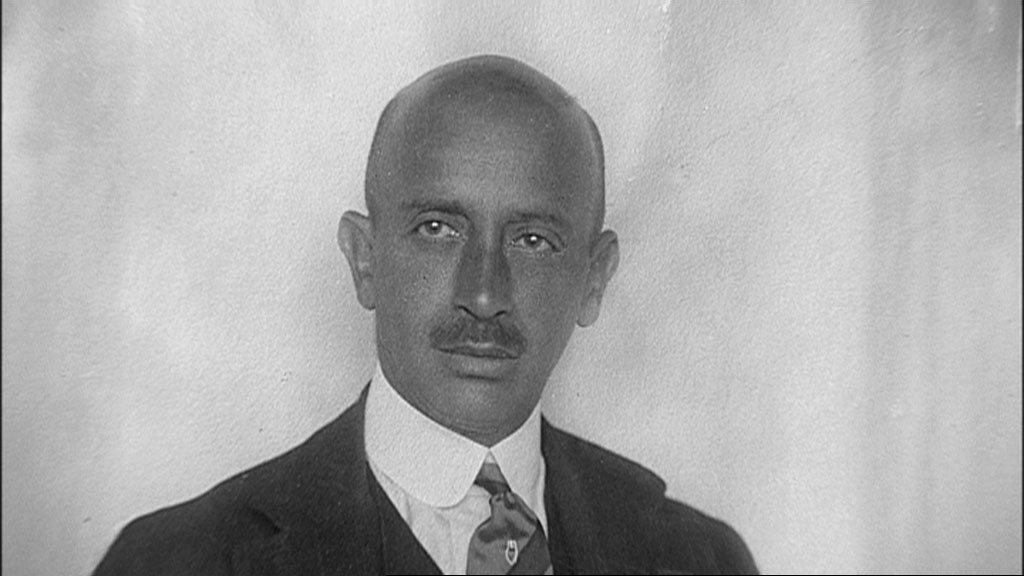
Max James Emden, ca. 1928

- Max Emden (1874–1940), Chemiker und Großkaufmann
- Kurt Küchler (1883–1925), Journalist und Schriftsteller
- Hans Henny Jahnn (1894–1959), Schriftsteller
- Willy Bruns (1904–1998), Reeder
- Herbert Dau (1911–2000), Vorstandsvorsitzender und Präsident der Hamburgischen Bürgerschaft
- Nanette Lehmann (1920–1999), Künstlerin
- Hermann Brandt (1922–2018), Gewerkschafter
- Peter Lübbers (1934–1982), Maler
- Dieter Asmus (* 1939), Maler
- Brigitte Kronauer (1940–2019), Schriftstellerin